# Athyrium pseudopinetorum
Athyrium pseudopinetorum är en majbräkenväxtart som beskrevs av Shunsuke Serizawa.
Athyrium pseudopinetorum ingår i släktet Athyrium och familjen Athyriaceae. Inga underarter finns listade i Catalogue of Life.